# Yennega
Yennega foi uma princesa e chefe guerreira do reino de Dagomba. Se tornou uma figura lendária, simbolizando uma mulher guerreira, livre e independente. É considerada a "Mãe da Nação" pelos burkineonses.

## Biografia
Yennega nasceu em Gambaga, na atual República do Gana, como filha da rainha Napoko e do rei Naba Ndega. Sua família chefiava o reino de Dagomba.
O reino de sua família era constantemente atacado pelos malinkes, e por possuir uma boa capacidade de liderança e habilidade em luta, seu pai a nomeou como chefe do exército. Quando atingiu a maior idade, desejava casar e ter filhos, mas seu pai não permitiu; e Yennega decidiu fugir.
Durante uma cavalgada pela floresta, conheceu Riale, um caçador de elefantes mandinga, por quem se apaixonou. Tiveram um filho, chamado Ouedraogo, que se tornou o fundador do Império Mossi, em Burquina Fasso.

Atualmente, Yennega é considerada a "Mãe da Nação" de Burquina Fasso. Em sua homenagem, ruas e comércios receberam seu nome; sua figura é retratada em monumentos e obras de artes; a premiação mais alta do Festival Pan-Africano de Cinema e Televisão de Uagadugu recebe seu nome, o Étalon de Yennenga.